# Elinor Torp
Elinor Torp, född 4 december 1977, är en svensk journalist och författare. Hon har uppmärksammats för granskande reportage med fokus på brister i arbetsmiljö och arbetsrätt.

## Biografi
Torp är uppvuxen i Kalmar och har arbetat som journalist sedan hon var 18 år. Hon är (2021) reporter på Dagens Arbete, industriarbetarnas tidning, med särskilt fokus på arbetsmiljö.
Hon har beskrivit sin arbetsmetod som "follow the people", där hon gör mycket fältarbete för att få människor att våga öppna sig. Hon har eftersträvat långsiktiga granskningar, och har fokuserat på arbetsmiljö och arbetsrätt.
Hon tilldelades 2009 tillsammans med två kollegor priset Guldspaden, kategori Tidskrift, för reportaget "Återvinningsindustrin" för sin skildring av ovärdiga och i flera fall olagliga arbetsmiljöer för dem som i det till synes miljömedvetna Sverige arbetar längst ner i återvinningskedjan.
Hon tilldelades 2020 Pennskaftspriset för sina idoga skildringar av arbetsvillkor i synnerhet för samhällets mest utsatta människor, de som kommit att kallas "skuggorna" i den nya gigekonomin. De är, enligt juryn "skickligt och respektfullt gestaltade av Elinor Torp som granskat arbetsmarknadens laglösa utnyttjande av människor och ger röst åt några av samhällets mest utsatta."

### Vi, skuggorna
Torp gav 2019 ut Vi, skuggorna: ett Sverige du inte känner till, där hon skildrar skuggsidan av svensk arbetsmarknad. Hon beskriver hur frågan om utländsk arbetskraft i Sverige har hamnat mellan två ideologiska läger, där borgerliga partier välkomnar billig arbetskraft som en motvikt mot fackligt inflytande, medan arbetarrörelsen främst kämpar för de egna medlemmarna. Frågan om utländsk arbetskraft, som ofta saknar papper och lever helt utanför systemet, har inte varit prioriterad.

### Rent åt helvete
År 2023 gav Torp ut Rent åt helvete. Boken beskrivs som en skildring av de som städar Sverige, en arbetarrörelse som vänt dem ryggen och en politik som möjliggjort missförhållanden, men också om de som väljer att blunda för att inte se vem som håller i skurhinken.

## Utmärkelser
- 2009 – Guldspaden, kategori Tidskrift, för reportaget "Återvinningsindustrin" tillsammans med Marcus Derland och Marie Edholm.[7][8]
- 2019 – Hiertapriset - Hiertastipendiet.[11]
- 2020 – Pennskaftspriset, "För sina idoga skildringar av arbetsvillkor i allmänhet och de för samhällets mest utsatta i synnerhet"[9]
- 2021 – Årets Journalist (Sveriges Tidskrifter), "För att hon med sin journalistik gång på gång ger röst åt de röstsvaga. I ett samhälle där så mycket sägs och sprids, men där de allra svagaste sällan ges plats fortsätter hon att gräva, blottlägga och rapportera om missförhållanden – år efter år. Hon synliggör de osynliga, vårt samhälles tysta skuggor som gör jobbet vi andra inte ser eller ens märker. I de här miljöerna har arbetsmiljöjournalistiken ett särskilt ansvar. Den som tar det ansvaret på största allvar och som gör det mest och bäst är – Elinor Torp."[12][13]
- 2021 – Guldspaden, kategori Magasin, för granskningen "Sjuka Samhall"[14]